# Organisatie van Niet-Vertegenwoordigde Naties en Volkeren
De UNPO (Unrepresented Nations and Peoples Organization; Nederlands: Organisatie van Niet-Vertegenwoordigde Naties en Volkeren) is een democratische, internationale ledenorganisatie. De UNPO is opgericht op 11 februari 1991. Het hoofdkwartier van UNPO is gevestigd in Den Haag, Nederland.

## Doel
De UNPO heeft als doelstelling de democratie, de autonomie en de zelfbeschikking als fundamentele mensenrechten te bevestigen en de burgerlijke en politieke rechten wereldwijd te implementeren. De UNPO moedigt geweldloze activiteiten aan, om zo tot vreedzame oplossingen te komen en steunt de leden bij het verkrijgen en behoud van fundamentele en culturele rechten. De leden van de UNPO zijn niet vertegenwoordigd in voorname internationale organisaties zoals de Verenigde Naties. De organisatie biedt een forum voor de leden om te netwerken en helpt hen om te participeren op internationaal niveau.
De UNPO bestaat uit inheemse mensen, bezette naties, minderheden en onafhankelijke staten of gebieden die samen strijden voor hun mensen en culturele rechten, het behouden van hun eigen omgeving, en het vinden van geweldloze oplossingen voor conflicten die hen bekommeren.

## Geschiedenis
De UNPO is gesticht op 11 februari 1991. Na 16 jaar actie is 11 februari in 2007 uitgeroepen tot "UNPO internationale actiedag". De bedoeling is dat er wordt gefocust op vergaderingen en acties die schade aan, en afname van de leefomgeving tegengaan. Het gaat hier meestal om Mapuches, Buffalo River Dene Nation, Ogoni en Tsimshian.
De UNPO probeert een legaal en internationaal forum te realiseren voor leden, die hierdoor actief en effectief deel kunnen nemen op internationaal niveau.
Hoewel de leden UNPO veelal verschillende doelen hebben, hebben ze één ding gemeen: Ze zijn niet vertegenwoordigd op internationale fora, zoals de Verenigde Naties. Niet alle leden, zoals Tsjetsjenië en Abchazië, willen lid worden van de Verenigde Naties.
De UNPO bijeenkomsten, fora en acties, zijn een unieke kans voor de niet-vertegenwoordigde groepen om bekend en erkend te worden door de maatschappij, en om voor hun rechten te strijden. Een andere enorm punt is de schending van de rechten van deze mensen, en ook het discrimineren van minderheden door staten die de rechten van de minderheden niet willen erkennen.

## Principes van de UNPO

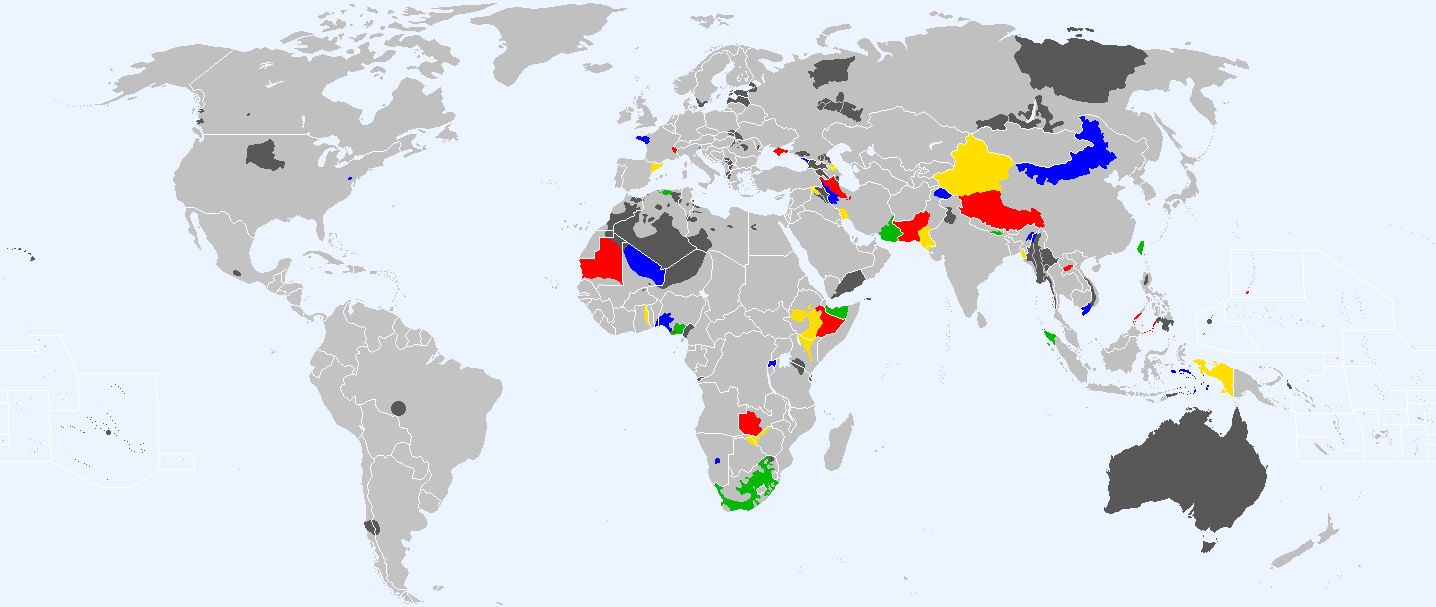
Territoria van UNPO-leden

UNPO functioneert op bais van 5 fundamentele principes:
- Tolerantie
- Zelf-beschikking
- Democratie
- Geweldloosheid
- Rechten van de mens

## Leden van UNPO
UNPO heeft 44 leden. Hieronder worden weergegeven: de leden van de UNPO; de organisaties die de leden vertegenwoordigen; de datum van lidmaatschap bij de UNPO. In dikgedrukt en in blauw zijn de oprichtende leden.
| Leden*                      | Vertegenwoordigd door                                                                  | Land(en)                                              | Lid sedert        |
| --------------------------- | -------------------------------------------------------------------------------------- | ----------------------------------------------------- | ----------------- |
| Abchazië                    | Ministerie van buitenlandse zaken van Abchazië                                         | Georgië                                               | 6 augustus 1991   |
| Afrikaners                  | Vrijheidsfront Plus                                                                    | Zuid-Afrika                                           | 15 mei 2008       |
| Arabistan                   | Sociaal Democratische Partij van Al-Ahwaz                                              | Iran                                                  | 14 november 2003  |
| Assyriërs                   | Assyrische Universele Alliancie                                                        | Syrië, Iran, Turkije, Irak                            | 6 augustus 1991   |
| Atjeh                       | Vrije Atjeh Strijdkrachten                                                             | Indonesië                                             | 11 februari 1991  |
| Barotseland                 | Nationale Barotse Vrijheid Gemeenschap                                                 | Angola, Namibië, Zimbabwe, Botswana, Zambia           | 23 november 2013  |
| Beloetsjistan               | Nationale Beloetsjen Partij                                                            | Pakistan                                              | 1 maart 2008      |
| Republiek Biafra            | Biafra Onafhankelijkheidsbeweging voor de actualisering van de soevereine staat Biafra | Nigeria                                               | 31 juli 2020      |
| Binnen-Mongolië             | Binnen-Mongolische Volks Partij (IMPP)                                                 | China                                                 | 2 februari 2007   |
| Bretagne                    | Kelc’h An Dael                                                                         | Frankrijk                                             | 8 juni 2015       |
| Chittagong Hill Tracts      | Verenigde Volkspartij van de Chittagong Hill Tracts (JSS)                              | Bangladesh                                            | 6 augustus 1991   |
| Catalonië                   | Assemblea Nacional Catalana                                                            | Spanje                                                | 14 december 2018  |
| District Columbia           | D.C. Statehood Congressional Delegation                                                | Verenigde Staten                                      | 4 december 2015   |
| Krim-Tataren                | Mejlis of the Crimean Tatar People (Mejlis van de Krimtataren)                         | Oekraïne, Rusland                                     | 11 februari 1991  |
| Oost-Turkestan              | World Uyghur Congress                                                                  | China                                                 | 11 februari 1991  |
| Gilgit-Baltistan            | Gilgit-Baltistan Democratische Alliantie                                               | Pakistan                                              | 20 september 2008 |
| West-Papoea                 | Organisasi Papua Merdeka                                                               | Indonesië                                             | 11 februari 1991  |
| Haratin                     | Initiative de Résurgence du Mouvement Abolitionniste en Mauritanië (IRA)               | Mauritanië, Westelijke Sahara/SADR, Marokko, Algerije | 18 september 2011 |
| Hmong                       | Hmong ChaoFa Federated State                                                           | China, Vietnam, Laos                                  | 2 februari 2007   |
| Iraans-Koerdistan           | Democratische Partij van Iraans Koerdistan en Komala Partij van Iraans Koerdistan      | Iran                                                  | 2 februari 2007   |
| Kabylië                     | Beweging voor de autonomie van Kabylie                                                 | Algerije                                              | 16 juni 2017      |
| Khmer Krom                  | Khmers Kampuchea-Krom Federatie                                                        | Vietnam                                               | 15 juli 2001      |
| Lezgiërs                    | Federale Lezgin Nationale Culturele Autonomie (FLNCA)                                  | Rusland                                               | 7 juli 2012       |
| Nagaland                    | Nationaal Socialistische Raad van Nagaland                                             | India                                                 | 23 januari 1993   |
| Ogaden                      | Ogaden Nationaal Vrijheids Front (ONLF)                                                | Ethiopië                                              | 6 februari 2010   |
| Ogoni                       | Beweging voor de Overleving van het Ogoni-volk (MOSOP)                                 | Ethiopië                                              | 19 januari 1993   |
| Oromo                       | Oromo Vrijheids Front                                                                  | Ethiopië                                              | 19 december 2004  |
| Rehoboth Basters            | Captains Council                                                                       | Namibië, Angola                                       | 2 februari 2007   |
| Savoye                      | Overheid van de Staat van Savoy                                                        | Frankrijk, Italië                                     | 15 juli 2014      |
| Sindh                       | Wereld Sindhi Instituut                                                                | Pakistan                                              | 19 januari 2002   |
| Somaliland                  | Overheid van Somaliland                                                                | Somalië                                               | 19 december 2004  |
| Republiek der Zuid-Molukken | Regering in ballingschap van de Republiek der Zuidelijke Molukken                      | Indonesië                                             | 6 augustus 1991   |
| Taiwan                      | Taiwanese Stichting voor Democratie                                                    | China                                                 | 11 februari 1991  |
| Tibet                       | Tibetaanse Regering in ballingschap                                                    | China                                                 | 11 februari 1991  |
| West-Beloetsjistan          | Beloetsjistan VolksPartij                                                              | Iran                                                  | 26 juni 2005      |
| West-Togoland               | De Unie van Ghana en West-Togoland                                                     | Ghana                                                 | 9 mei 2017        |
| Zuid-Azerbeidzjan           | Nationale Opwekkingsbeweging van Zuid-Azerbeidzjan                                     | Iran                                                  | 2 februari 2007   |

## Voormalige leden
- Vier voormalige republieken van de Sovjet-Unie, erkend door de VN, trokken hun lidmaatschap terug na hun onafhankelijkheid:
  -  Armenië lid op 11 februari 1991, teruggetrokken op 2 maart 1992
  -  Estland lid op 11 februari 1991, teruggetrokken op 17 augustus 1991
  -  Georgië lid op 11 februari 1991, teruggetrokken op 31 juli 1992
  -  Letland lid op 11 februari 1991, teruggetrokken op 17 augustus 1991
- Voormalige leden erkend door de VN:
  -  Oost-Timor lid op 17 januari 1993, teruggetrokken op 27 september 1993; voormalig Portugese kolonie, geannexeerd door Indonesië in 1975 en onafhankelijk sinds 2002
  -  Palau lid op 11 februari 1991, teruggetrokken op 15 december 1994; voormalig deel van het door de VS-beheerde Trustgebied van de Pacifische Eilanden en onafhankelijk sinds 1994

De oprichtende leden zijn dikgedrukt.
| Voormalige leden*                | Vertegenwoordigd door                                                                                        | Land(en)                                                                 | Lid sedert        | Lidmaatschap beëindigd |
| -------------------------------- | --- | ------------------------------------------------------------------------ | ----------------- | ---------------------- |
| Albanezen in Noord-Macedonië     | Democratische Unie voor Integratie en Democratische partij van Albanezen                                     | Noord-Macedonië                                                          | 16 april 1994     | 1 maart 2008           |
| Australische Aborigines          | National Committee to Defend Black Rights                                                                    | Australië                                                                | 11 februari 1991  | 7 juli 2012            |
| Ambazonië                        | Southern Cameroons National Council (tot september 2018), Ambazonia Governing Council (sinds september 2018) | Kameroen                                                                 | 25 october 2006   | 7 juni 2021            |
| Basjkirostan                     | | Rusland                                                                  | 3 februari 1996   | 30 juni 1998           |
| Berbers                          | Wereld Amazigh Congres                                                                                       | Marokko, Algerije, Mali, Mauritanië, Burkina Faso, Tunesië, Libië, Niger | 28 november 2014  | 26 november 2016       |
| Boerjatië                        | | Rusland                                                                  | 3 februari 1996   | 13 februari 2010       |
| Bougainville                     | | Papoea-Nieuw-Guinea                                                      | 6 augustus 1991   | 1 maart 2008           |
| Buffalo River Dene Nation        | | Canada                                                                   | 19 december 2004  | 9 oktober 2009         |
| Cabinda                          | | Angola                                                                   | 17 april 1997     | 18 september 2011      |
| Çamëria                          | Democratische Stichting Çameria                                                                              | Griekenland                                                              | 8 juni 2015       | december 2019          |
| Circassië                        | Internationale Circassische Associatie                                                                       | Rusland                                                                  | 16 april 1994     | 6 november 2015        |
| Chin                             | Karenni National Progressive Party                                                                           | Myanmar                                                                  | 19 januari 1993   | 7 juli 2012            |
| Cordillera                       | | Filipijnen                                                               | 11 februari 1991  | 6 november 2015        |
| Degar                            | | Vietnam                                                                  | 14 november 2003  | 29 april 2016          |
| Ingermanland                     | | Rusland                                                                  | 17 januari 1993   | 9 oktober 2009         |
| Ingoesjetië                      | | Rusland                                                                  | 30 juli 1994      | 1 maart 2008           |
| Iraaks-Koerdistan                | Koerdische Democratische Partij                                                                              | Irak                                                                     | 11 februari 1991  | 1 juli 2015            |
| Iraakse Turkmenen                | Iraaks-Turkmeens Front                                                                                       | Irak                                                                     | 6 augustus 1991   | 27 november 2016       |
| Itsjkerië                        | | Rusland                                                                  | 6 augustus 1991   | 10 september 2010      |
| Jakoetië                         | | Rusland                                                                  | 30 juli 1994      | 1 maart 2008           |
| Gagaoezië                        | | Moldavië                                                                 | 16 april 1994     | 1 december 2007        |
| Griekse minderheid in Albanië    | Omonoia | Albanië                                                                  | 11 februari 1991  | 7 juli 2012            |
| Hongaarse minderheid in Roemenië | Democratische Unie van Hongaren in Roemenië                                                                  | Roemenië                                                                 | 30 juli 1994      | juli 2015              |
| Koemukken                        | | Rusland                                                                  | 17 april 1997     | 1 maart 2008           |
| Komi                             | | Rusland                                                                  | 17 januari 1993   | 9 oktober 2009         |
| Kosovo                           | UNMIK, Kosovo Force                                                                                          | Servië/ Kosovo                                                           | 6 August 1991     | 24 March 2018          |
| Lakota                           | | Verenigde Staten                                                         | 30 juli 1994      | 1 september 2007       |
| Maohi                            | | Frans-Polynesië                                                          | 30 juli 1994      | 1 december 2007        |
| Mapuche                          | | Chili, Argentinië                                                        | 19 januari 1993   | 26 april 2016          |
| Mari                             | | Rusland                                                                  | 6 augustus 1991   | 9 oktober 2009         |
| Masai                            | | Kenia, Tanzania                                                          | 19 december 2004  | 7 juli 2012            |
| Mon                              | Mon Unity League                                                                                             | Myanmar                                                                  | 3 februari 1996   | 7 juni 2012            |
| Moro                             | Moro Islamic Liberation Front                                                                                | Filipijnen                                                               | 26 september 2010 | 28 november 2014       |
| Nahua Del Alto Balsas            | | Mexico                                                                   | 19 december 2004  | 6 juli 2013            |
| Oedmoertië                       | | Rusland                                                                  | 17 januari 1993   | 6 juli 2013            |
| Roethenen                        | | Oekraïne, Slowakije, Polen, Tsjechië                                     | 23 september 1998 | 1 december 2007        |
| Sandžak                          | Bosnische Nationale Raad                                                                                     | Servië                                                                   | 17 januari 1993   | 18 september 2011      |
| Shan                             | | Myanmar                                                                  | 17 april 1997     | 6 februari 2010        |
| Skåneland                        | Skånepartij                                                                                                  | Zweden                                                                   | 19 januari 1993   | 18 september 2011      |
| Talysh                           | | Azerbeidzjan, Iran                                                       | 26 juni 2005      | 1 maart 2008           |
| Tatarije                         | | Rusland                                                                  | 11 februari 1991  | 1 maart 2008           |
| Toeva                            | | Rusland                                                                  | 3 februari 1996   | 13 februari 2010       |
| Tsjoevasjië                      | | Rusland                                                                  | 17 januari 1993   | 1 maart 2008           |
| Tsimshian                        | | Canada, Verenigde Staten                                                 | 2 februari 2007   | 18 september 2011      |
| Twa                              | Gemeenschap van Inheemse Volkeren van Rwanda                                                                 | Rwanda                                                                   | 17 januari 1993   | december 2019          |
| Venda                            | | Zuid-Afrika                                                              | 14 november 2013  | 1 juli 2015            |
| Zanzibar                         | Civic United Front                                                                                           | Tanzania                                                                 | 6 augustus 1991   | juli 2015              |

## UNPO samenstelling
Secretaris-generaal
- Michael van Walt van Praag - (Nederland) 1991-1998
- Tsering Jampa - (Tibet) 1997–1998
- Helen S. Corbett - (Australische Aborgines) 1998–1999
- Erkin Alptekin - (Oeigoeren) 1999–2003
- Marino Busdachin – (Italië) 2003-2018[1]
- Ralph J. Bunche III– (Verenigde Staten) sinds 2018

Voorzitter van de Algemene Vergadering
- Linnart Mäll - (Estland) 1991-1993
- Erkin Alptekin - (Oeigoeren) 1993-1997
- Seif Sharif Hamad - (Zanzibar) 1997-2001
- John J. Nimrod - (Assyriërs) 2001-2005
- Göran Hansson - (Skåneland) 2005-2006
- Ledum Mitee - (Ogoni) 2006-2010
- Ngawang Choephel – (Tibet) 2010-2017
- Nasser Boladai – (Beloetsjistan) sinds 2017

## Stappen nodig om bij de UNPO te komen
Om lid van de UNPO te worden, behoren er enkele stappen genomen te worden.
Deelname is geoorloofd voor alle Naties en Volken die niet zijn vertegenwoordigd in de Verenigde Naties.
1. Geloof in de gelijkheid van alle Naties en Volken en het onvervreemdbare recht tot zelf-toewijding.
2. Vasthouden aan internationaal geaccepteerde Rechten van de mens
3. Vasthouden aan de principes van democratie en afwijzen van totalitarisme en iedere andere vorm van religieuze intolerantie.
4. Afwijzing van terrorisme als beleid.
5. Respect hebben voor alle mensen en volken, zowel minderheden als meerderheden binnen gebieden die verschillende etnische eigenschappen, religie of talen hebben.

De toekomstige deelnemer moet een natie of volk zijn, die de wil heeft om erkend te worden als natie of volk en gebonden is aan gemeenschappelijk erfgoed, wat van historische, etnische, religieuze, raciale of territoriale aard kan zijn. De toekomstige deelnemer kan ook een deel zijn van een volk dat een minderheid vormt, leeft in een deel van haar ouderlijke territorium, is verenigd tot een staat die anders is dan een staat dat het volk eigenlijk vormt.